# The Whispering Chorus
The Whispering Chorus és una pel·lícula muda de la Famous Players-Lasky dirigida per Cecil B. DeMille i protagonitzada per Raymond Hatton, Kathlyn Williams i Edythe Chapman. Basada en el relat homònim de Perley Poore Sheehan, adaptada per Jeanie MacPherson, la pel·lícula es va estrenar el 25 de març de 1918. El títol es refereix al conjunt de rostres fantasmals que xiuxiuen al protagonista talment com veus de la consciència.

## Argument
John Tremble, un caixer empobrit en una empresa de contractació, escolta unes veus en la seva ment i sucumbeix a la temptació de malversar 1.000 dòlars de l'empresa. Aviat, però, té lloc una investigació estatal sobre els fons de l'empresa que amenaça de revelar el frau. Atemorit, John deixa la seva dona i la seva mare i s'amaga a una illa prop del passeig marítim de la ciutat. Un dia, mentre està pescant, troba un cadàver i tornant a escoltar aquelles veus decideix intercanviar la seva roba, mutilar el cap del cadàver i deixar-lo a la deriva per suggerir que ell mateix ha estat assassinat. La troballa del cos s'informa a la seva família i Tremble comença una nova vida amb el fals nom d'Edgar Smith. John vaga sense rumb pel món i a Hong Kong es torna addicte a l'opi. Mentrestant, la seva dona Jane, creient que és mort, es casa amb George Coggeswell, que esdevé el governador de l'estat. John torna a casa per visitar la seva mare moribunda, que mor de la sorpresa. La policia acaba detenint-lo i és portat a judici com a sospitós del seu propi assassinat. Mentrestant, Jane Tremble, la seva antiga esposa, s'ha casat amb el governador de l'estat i no el reconeix quan el veu al tribunal. Després del judici és declarat culpable del seu propi assassinat. Després d’escoltar les veus de la consciència de nou, decideix afrontar la mort a la cadira elèctrica per tal de preservar la felicitat de la seva antiga esposa

## Repartiment
- Raymond Hatton (John Tremble)
- Kathlyn Williams (Jane Tremble)
- Edythe Chapman (mare de John)
- Elliott Dexter (George Coggeswell)
- Noah Beery Sr (estibador)
- Guy Oliver (cap McFarland)
- John Burton (Charles Barden)
- Tully Marshall (F.P. Clumley)
- William H. Brown (Stauberry)
- James Neill (Channing)
- Gustav von Seyffertitz (rostre burleta)
- Walter Lynch (rostre dolent)
- Edna Mae Cooper (rostre bondadós)
- Julia Faye (noia a Shanghai Dive)
- Jack Mulhall (capellà)
- Charles Stanton Ogle (jutge)